# 7921 Гюбнер
7921 Гюбнер (7921 Huebner) — астероїд головного поясу, відкритий 15 вересня 1982 року.
Тіссеранів параметр щодо Юпітера — 3,485.